# 赫雷霍里·霍德凯维奇
赫雷霍里·霍德凯维奇（约1514年－1572年11月9日），或称格热戈日·霍德凯维奇（波蘭語：Grzegorz Chodkiewicz），立陶宛大公国贵族、军官，曾担任维捷布斯克省总督、基辅省总督、立陶宛前线盖特曼、立陶宛大盖特曼等职务。

## 早年生活
过去的历史学界大多认为霍德凯维奇出生于1505年左右。然而，立陶宛历史学家基努特·基尔金内（Genutė Kirkienė）指出，如果这种说法确实成立，那么霍德凯维奇就会在40多岁时才开始其政治生涯，而当时的多数贵族在30岁左右即开始涉足政治。因此，基尔金内认为，霍德凯维奇应出生于1510年代中期。霍德凯维奇在幼时即被送往普鲁士公爵阿尔布雷希特的宫廷。1532年，他携带阿尔布雷希特写给大公齐格蒙特一世、女大公博娜·斯福爾扎以及继承人齐格蒙特·奥古斯特的推荐信返国。此后，其与阿尔布雷希特的密切关系持续了几十年，后来他还曾将他的两个儿子送到阿尔布雷希特的宫廷接受教育。
1544年10月，新继位的大公齐格蒙特·奥古斯特任命霍德凯维奇为宫廷总管。但很快，由于反对齐格蒙特·奥古斯特与芭芭拉·拉齊維烏的婚姻，霍德凯维奇家族失去了大公的信任。然而，霍德凯维奇似乎仍然保持着与大公的密切关系，经常陪伴大公打猎。1549年，父亲去世后，他继承了苏普拉希尔及其周边地区的土地。随着1551年芭芭拉·拉齊維烏的逝世以及1562年拉齐维乌家族对盧布林聯合的反对，霍德凯维奇家族因其此前的立场而逐渐重新获得青睐。

## 军事成就
在担任基辅省总督期间，霍德凯维奇成功地抵御了鞑靼人的入侵。1558年，他在波多利亚击败了克里米亚汗国的军队。这次胜利使得他的声望高涨。利沃尼亚战争爆发时，霍德凯维奇被擢升为特拉凱城主。1561年，他随大盖特曼米科瓦伊·“黑色的”·拉齐维乌以及其弟谢罗尼姆·霍德凯维奇率领立陶宛大公国军队进入利沃尼亚，取得了对俄罗斯的胜利。利沃尼亚战役结束后，霍德凯维奇被授予立陶宛前线盖特曼的头衔。1564年1月20日，霍德凯维奇在乌拉战役中击败了俄军，并击杀了其指挥官，使得战局向有利于立陶宛的方向发展。由于战功卓著，他被视为战争英雄，并被任命为维尔纽斯城主。此外，其家族也备受大公礼遇。他的侄子扬·谢罗尼莫维奇·霍德凯维奇于1564年继承了其已故父亲的职位，担任萨莫吉希亚长老；其弟尤里·霍德凯维奇被任命为特拉凱城主。1566年，霍德凯维奇被任命为立陶宛大盖特曼。此时，他已经成为立陶宛大公国内地位仅次于大公及「紅色」米科瓦伊·拉齊維烏的第三号人物，其家族也在立陶宛贵族院中占有举足轻重的地位。1567年，霍德凯维奇在利沃尼亚击败了瑞典军队。

## 其他活动
霍德凯维奇极其重视军事事务，曾经编写过军事条例，内容主要与要塞防御等相关。他还建立了一些边境哨所，并在1568年主持进行了一次军事普查，以确定每名贵族提供士兵的数量。
1563年，霍德凯维奇在扎布武杜夫建立了东正教堂和医院。历史学家基尔金内认为，霍德凯维奇并不是非常虔诚的东正教徒，并曾主张教会联合。1566年，霍德凯维奇赞助了从俄罗斯投奔立陶宛的印刷商彼得·米斯蒂斯拉韦茨和伊万·费多罗夫。他们在扎布武杜夫开设了一家印刷厂，并持续出版宗教书籍，直到霍德凯维奇逝世。

## 家庭
约1537年，霍德凯维奇与维希尼奥维茨基家族的卡塔日娜结婚，霍德凯维奇家族借此获得了大片土地。他曾因其妻子的领地问题而控告康斯坦丁·伊萬諾維奇·奧斯特羅斯基和其子伊利亚。霍德凯维奇夫妇育有二子三女。由于两个儿子都没有继承人，导致其家族分支绝嗣，家庭财产则由其弟尤里一系继承。